# Municipio de Leeds (Minnesota)
El municipio de Leeds (en inglés: Leeds Township) es un municipio ubicado en el condado de Murray en el estado estadounidense de Minnesota. En el año 2010 tenía una población de 210 habitantes y una densidad poblacional de 2,28 personas por km².

## Geografía
El municipio de Leeds se encuentra ubicado en las coordenadas 43°58′25″N 95°53′31″O / 43.97361, -95.89194. Según la Oficina del Censo de los Estados Unidos, el municipio tiene una superficie total de 92.21 km², de la cual 91,51 km² corresponden a tierra firme y (0,76 %) 0,7 km² es agua.

## Demografía
Según el censo de 2010, había 210 personas residiendo en el municipio de Leeds. La densidad de población era de 2,28 hab./km². De los 210 habitantes, el municipio de Leeds estaba compuesto por el 97,62 % blancos, el 0,95 % eran amerindios y el 1,43 % eran de una mezcla de razas. Del total de la población el 2,38 % eran hispanos o latinos de cualquier raza.